# NGC 4023
NGC 4023 (również PGC 37732 lub UGC 6977) – galaktyka spiralna (S?), znajdująca się w gwiazdozbiorze Warkocza Bereniki. Odkrył ją John Dreyer 26 kwietnia 1878 roku.